# 液ガス比
液ガス比（えきガスひ、英: Liquid-to-gas ratio、L/G）とは、湿式洗浄システムにおいて、液量と、それ処理するガス量の流量比である。湿式洗浄システムにおいて重要なパラメーターであり、一般的に1,000立方フィート当たりガロンや立方メートル当たりのリットル (l/m3) の単位で用いられる。
液の量を比として表すことにより、大きさの異なるシステムの比較を容易にする。ばいじん粒子除去では、液ガス比はシステムの機械的な設計の関数である。一方でガス吸収においては、この比は汚染物質を除去することの難しさを示す。ばいじん粒子除去のため用いられる多くの湿式洗浄塔は、1,000 ft3当たり4 - 20ガロン（0.5 - 3 リットル/m3）の範囲の液ガス比で運転されている。
洗浄塔の設計によるが、液の最低液量は洗浄塔の内蔵物を「濡らす」ために必要な量であるとともに、十分に対象物を集める量である。ある最適な点を超えると、液をばいじん粒子に加えても湿式洗浄塔においては効率が向上しないし、過剰の圧力損失により逆に結果としてばいじんを発生させる可能性がある。ガス吸収に対する液ガス比については高いことがあり、1,000 ft3当たり20 - 40ガロン（3 - 6 リットル/m3）の範囲である。
液ガス比はガス吸収に用いられる湿式洗浄塔の選択について、いくつかの重要な点を示している。例えば排煙脱硫装置は、ばいじん粒子が高い条件の負荷とともに用いられるため、単純な設計（ベンチュリー、スプレー塔や稼働床など)が用いられる。また吸収プロセスにおける液ガス比はばいじん除去のそれよりも高く、ガス速度は吸収プロセス促進するために遅くなっている。
溶解性は汚染物質を吸収することのできる量に影響する極めて重要な因子である。溶解性は必要とする液の量（液ガス比）と必要な接触時間を決定する。より溶解しやすいガスは、液量が少なくてすむ。またより溶けやすいガスは、より早く吸収される。

## 引用文献
- Bethea、R. M. 1978. Air Pollution Control Technology. New York: Van Nostrand Reinhold.
- National Asphalt Pavement Association. 1978. The Maintenance and Operation of Exhaust Systems in the Hot Mix Batch Plant. 2nd ed. Information Series 52.
- Perry, J. H. (Ed.). 1973. Chemical Engineers’ Handbook. 5th ed. New York: McGraw-Hill.
- Richards, J. R. 1995. Control of Particulate Emissions (APTI Course 413). U.S. Environmental Protection Agency.
- Richards, J. R. 1995. Control of Gaseous Emissions. (APTI Course 415). U.S. Environmental Protection Agency.
- Schifftner, K. C. 1979, April. Venturi scrubber operation and maintenance. Paper presented at the U.S. EPA Environmental Research Information Center. Atlanta, GA.
- Semrau, K. T. 1977. Practical process design of particulate scrubbers. Chemical Engineering. 84:87-91.
- U.S. Environmental Protection Agency. 1982, September. Control Techniques for Particulate Emissions from Stationary Sources. Vol. 1. EPA 450/3-81-005a.
- Wechselblatt, P. M. 1975. Wet scrubbers (particulates). In F. L. Cross and H. E. Hesketh (Eds.), Handbook for the Operation and Maintenance of Air Pollution Control Equipment. Westport: Technomic Publishing.